# 電子線マイクロアナライザ

ケンブリッジ・サイエンティフィック・インスツルメント社の "マイクロスキャン" デイビット・ウィットリーによって設計されたEPMA。ケンブリッジ技術博物館に保存

電子線マイクロアナライザ（でんしせんマイクロアナライザ、英: Electron Probe Micro Analyzer）または電子プローブ微小分析器、略称 EPMAとは電子線を対象物に照射する事により発生する特性X線の波長と強度から構成元素を分析する電子マイクロプローブ（EMP）装置の一つである。二次電子像や反射電子像による観察が主体の電子顕微鏡に特性X線検出器としてエネルギー分散型X線分析(EDS)を付加したもの（分析用のSEMやTEM、XMAなど）と比較して、EPMAは元素分析を主体としたものであり、特性X線検出器に波長分散型X線分析(WDS)を用いるために定量精度は良いが検出効率が悪く、より高い照射電流を必要とする。
10〜30立方マイクロメータの試料があればホウ素からプルトニウムまで100(ppm)を下限とする検出感度で定量的に分析出来る。

## 歴史
EPMAの開発は蛍光X線分光器(XRF)の分析技術に密接に関連したものが先行した。この技術は1923年にゲオルク・ド・ヘヴェシーによって最初に提案されたが、それ以降は他の研究者によってそれ程の年数は採用されなかった。
1944年にミットは、電子顕微鏡と電子エネルギー損失分光計（EELS）を結合して電子マイクロプローブを確立した。電子エネルギー損失分光計は軽元素分析に非常に適していて、それにより、C-Kα殻、N-Kα殻、およびO-Kα殻の各電子殻から放出のスペクトルを得た。1947年に、ヒラーは、分析用の特性X線を発生させるために電子ビームを使うアイデアの特許を取得したけれども、作業モデルを組むことはなかった。彼のデザインでは、特定のエックス線波長を選別する結晶板と検出器としての写真の感光板からブラッグ反射回折を用いることを提案した。1948年 - 1950年に、アンドレ・ギニエによって監修されたレイモンド・キャスティングはパリ大学で最初の電子マイクロプローブ（microsonde électronique：仏語）を確立した。このマイクロプローブは10ナノアンペア(nA)のビーム電流によって1-3μmの電子ビーム径を生じ、サンプルから発生したX線を検出するために、ガイガーカウンタを使用した。しかし、ガイガーカウンタでは元素ごとに発生する特性X線を区別することができず、それで1950年には波長の識別を可能とするために、キャスティングが水晶をサンプルと検出器の間に追加した。ビームインパクトのポイントを見るために、彼はまた光学顕微鏡を追加した。その結果として、吸収と蛍光の影響に関するマトリクス補正ために理論的な枠組が確立されて、電子マイクロプローブは、キャスティングの1951年の博士号論文の主題として記述された（この論文で彼は電子マイクロプローブによる定量的な分析の理論の基礎と応用を固めた）。キャスティング（1921年-1999年）は電子微小分析の「父」と考えられる。
CAMECA社（フランス）は1956年に最初の商業用の電子マイクロプローブ、「MS85」を生み出した。それは他社によってすぐに多くの電子マイクロプローブが発売されることになったが、CAMECAとJEOLと島津製作所以外は撤退した。そしてまた多くの研究者が電子線マイクロプローブを彼らの研究室に導入している。マイクロプローブへの重要なその後の改良と部分修正には、X線マップ（マッピング分析）を得るための走査電子線（1960年）、半導体式検出器（EDS）の付加（1968年）、および軽元素の分析のために合成多層回折結晶の開発（1984年）が含まれた。
近年では小型化が進む。

## 原理
電子ビームをサンプルに照射すると、照射された電子とサンプルを構成する原子の相互作用により、元素に固有のX線(特性X線)が発生する。そのX線を検出することで、サンプル表面(深さ1μm程度)の組成を知ることができる。
水平方向の空間分解能は従来は1μm程度であったが、電界放出型の電子銃を用いることで100〜200nmの空間分解能を実現している装置もある。

## 詳細な説明
低エネルギーの電子はタングステンフィラメントまたは六ホウ化ランタノイド結晶陰極から生み出されて、3から3万電子ボルト(keV)の正に帯電している陽極によって加速される。陽極は中央部にアパーチャを有していて、それを通過する電子（線）は平行にされ、アパーチャに一連する磁界レンズによって焦点を合わせることができる。その結果生じる電子ビーム（おおよそ5nmから10マイクロメートルの直径）は、サンプルを横断走査（マッピング）するか、あるいはサンプルから様々な効果を惹起させるためにスポットモードで使うこともできる（この様々な効果とは、すなわちフォノン励起（熱）、陰極線ルミネセンス（可視光線蛍光）、連続X線放射（制動放射）、特性X線放射、二次電子発生（プラズモン発生）、反射電子発生、およびオージェ電子発生である）。
特性X線は化学分析のために用いられる。特定すべきエックス線波長は、波長分散型X線分光器（WDS）またはエネルギー分散型X線分光器（EDS）により選択的にカウントされる。関心のあるエックス線波長を選び、それらをガスフロー型または封入型の比例検出器に向けるために、WDSは分光結晶によるブラッグ回折を利用している。対照的に、サンプルから発生した全波長のエックス線を蓄積するために、EDSは固型半導体を使う。EDSが一般的により短いカウント時間でより多くの情報を与える一方で、WDSはその優れたエックス線ピーク解像度のゆえに、それ以上に精度の高い技法である。
化学組成は、既知の構成による強度（標準強度）とサンプル物質に由来の特性X線強度とを比較することによって決定される。結果として生じている化学的情報はサンプルの表面組織のコンテクストの中で収集される。鉱物性の粒または金属などの素材（領域）中の化学組成におけるバリエーションはすぐに決定することができる。化学的情報（エックス線発生量）が収集される分量は0.3 - 3立方マイクロメーターである。

## 用途

### 材料科学とエンジニアリング
この技術は一般的に、金属、合金、セラミック、およびガラスの化学組成を分析するために使われる。
それは、特に数マイクロメートルから数ミリメートルまでのスケールについて個別粒子または結晶粒の組成と化学変化を評価するのに有益である。電子マイクロプローブは研究、製品の品質管理や不良解析のために広く使われる。

### 鉱物学と岩石学
この技術は最も一般的に鉱物学者と岩石学者によって使われる。
ほとんどの岩石は小さな鉱物性の粒子の集合体である。これらの粒子にはその形成とその後の変化の間に取り込まれた化学的情報を保存していると推定される。この情報は結晶化、石化作用、火山活動、変成作用、造山運動、プレート・テクトニクスの様な地質作用を明らかにするだろう。
この技術は地球外の岩石（すなわち隕石）の研究のためにも使われて、惑星、小惑星、および彗星の進化を理解することに不可欠な化学のデータを提供する。
鉱物の中心（結晶核としても知られる）からエッジ（または周縁）までの元素組成の変化は、温度、圧力、および周囲の媒介物の化学作用を含めて、結晶形成の履歴についての情報を与え得る。例えば、水晶は、少ないが測定可能なチタン含有量を温度、圧力の作用としてそれらの構造中に混入しているし、またそれは結晶形成の履歴情報を得る環境として有効なチタン含有量でもある。結晶の成長に伴うこれらのパラメータの変化はチタンによって記録されている。

### 古生物学
バージェス頁岩などの保存された化石の中で、有機体の軟部は例外的に保存されるかもしれない。
これらの化石がしばしば2次元的な薄膜に圧縮されるので、どの機能が何であったかを推定することは難しいかもしれない。著名な例はオパビニアの三角形の突出した部分（鰭状部）のそれである（それは脚であるかまたは消化器官の拡張であるかのいずれかと解釈された）。マッピングによる元素分析では2番目の解釈を支持して、彼らが消化器官に同様な混合物を持っていたことを示した。炭素膜の薄い性質のため、低電圧(5-15kV)しかそのような試料に使用ができない。